# Beaulieu-sur-Oudon
Pour les articles homonymes, voir Beaulieu et Oudon (homonymie).
Beaulieu-sur-Oudon est une commune française, située dans le département de la Mayenne en région Pays de la Loire, peuplée de 500 habitants.
La commune fait partie de la province historique du Maine, et se situe dans le Bas-Maine.

## Géographie

### Climat
Pour des articles plus généraux, voir Climat des Pays de la Loire et Climat de la Mayenne.
En 2010, le climat de la commune est de type climat océanique altéré, selon une étude du CNRS s'appuyant sur une série de données couvrant la période 1971-2000. En 2020, Météo-France publie une typologie des climats de la France métropolitaine dans laquelle la commune est exposée à un climat océanique et est dans la région climatique  Bretagne orientale et méridionale, Pays nantais, Vendée, caractérisée par une faible pluviométrie en été et une bonne insolation. 
Pour la période 1971-2000, la température annuelle moyenne est de 11,3 °C, avec une amplitude thermique annuelle de 13,6 °C. Le cumul annuel moyen de précipitations est de 781 mm, avec 12,8 jours de précipitations en janvier et 7,1 jours en juillet. Pour la période 1991-2020, la température moyenne annuelle observée sur la station météorologique de Météo-France la plus proche, sur la commune de Cossé-le-Vivien à 9 km à vol d'oiseau, est de 12,0 °C et le cumul annuel moyen de précipitations est de 796,1 mm,. Pour l'avenir, les paramètres climatiques de la commune estimés pour 2050 selon différents scénarios d'émission de gaz à effet de serre sont consultables sur un site dédié publié par Météo-France en novembre 2022.

## Urbanisme

### Typologie
Au 1er janvier 2024, Beaulieu-sur-Oudon est catégorisée commune rurale à habitat dispersé, selon la nouvelle grille communale de densité à sept niveaux définie par l'Insee en 2022.
Elle est située hors unité urbaine. Par ailleurs la commune fait partie de l'aire d'attraction de Laval, dont elle est une commune de la couronne,. Cette aire, qui regroupe 66 communes, est catégorisée dans les aires de 50 000 à moins de 200 000 habitants,.

### Occupation des sols
L'occupation des sols de la commune, telle qu'elle ressort de la base de données européenne d’occupation biophysique des sols Corine Land Cover (CLC), est marquée par l'importance des territoires agricoles (98,4 % en 2018), une proportion sensiblement équivalente à celle de 1990 (98,5 %). La répartition détaillée en 2018 est la suivante : 
terres arables (74,8 %), prairies (15,9 %), zones agricoles hétérogènes (7,7 %), zones urbanisées (1,4 %), forêts (0,2 %). L'évolution de l’occupation des sols de la commune et de ses infrastructures peut être observée sur les différentes représentations cartographiques du territoire : la carte de Cassini (XVIIIe siècle), la carte d'état-major (1820-1866) et les cartes ou photos aériennes de l'IGN pour la période actuelle (1950 à aujourd'hui).

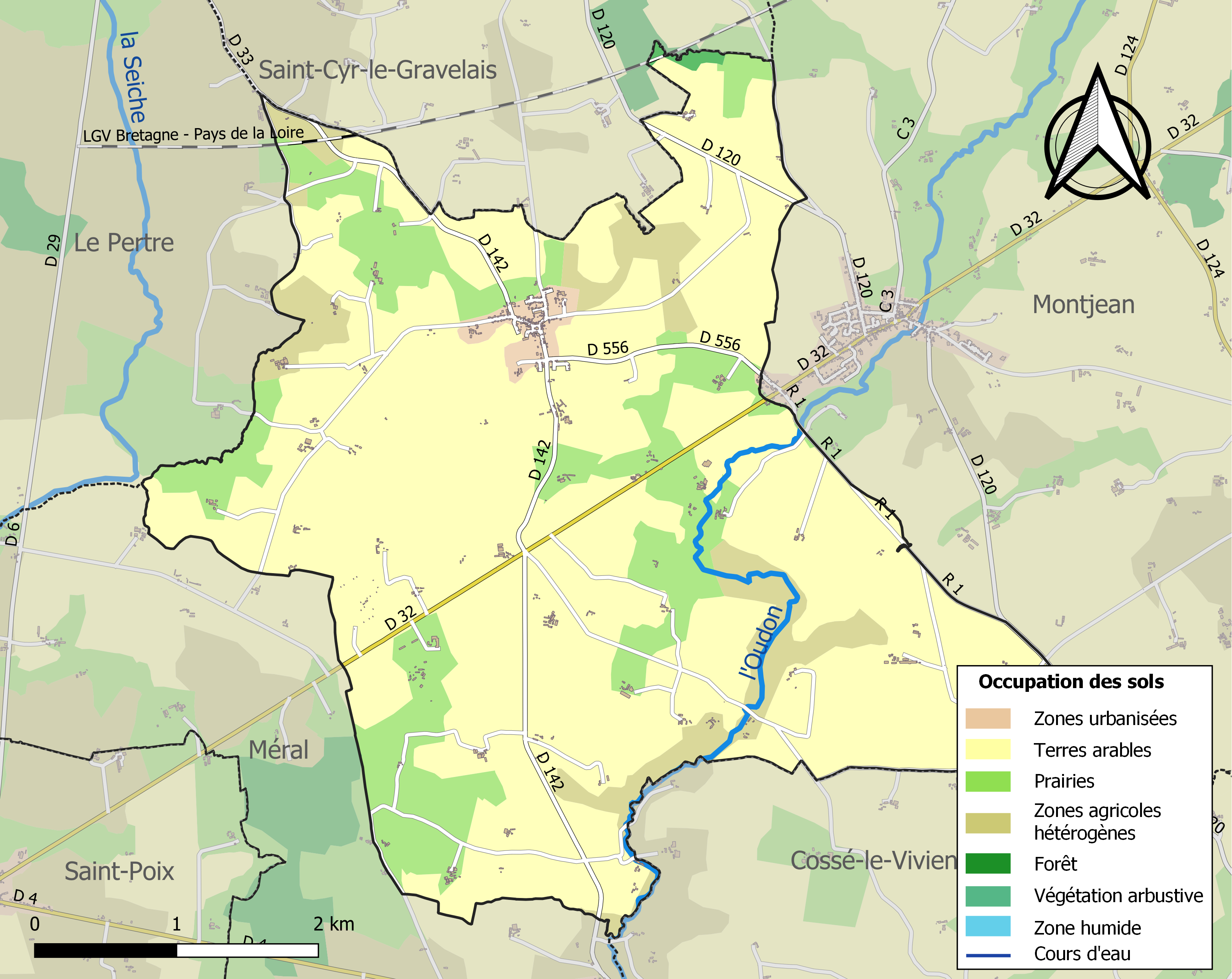
Carte des infrastructures et de l'occupation des sols de la commune en 2018 (CLC).

## Toponymie
Beaulieu vient du latin bellus locus, « lieu beau », endroit agréable à habiter[réf. nécessaire].
De nombreuses communes portent ce nom.

## Énergie
Le poste d'Oudon est construit dans la commune. Il est relié au poste de Menuel, et permet la distribution de l'énergie produite par la centrale nucléaire de Flamanville.
Le 12 juillet 2008, le Groupe d'actions non violentes antinucléaires s'oppose à la ligne de RTE.

## Politique et administration
| Période    | Période    | Identité             | Étiquette | Qualité                                  |
| ---------- | ---------- | -------------------- | --------- | ---------------------------------------- |
| 1800       | 1813       | Duchesnay (Fils)     |           |                                          |
| 1821       | 1829       | Le Clerc de Beaulieu |           |                                          |
| 1829       | 1830       | Berset de Vaufleury  |           |                                          |
| 1835       | 1840       | Peltière             |           |                                          |
| 1850       | ?          | Jarnigon             |           |                                          |
| 1855       | 1860       | De la Barre          |           |                                          |
| 1863       | 1866       | Monnier              |           |                                          |
| 1866       | 1880       | Lasnier              |           |                                          |
| 1880       | 1898       | De la Sayette        |           |                                          |
| ?          | ?          | Louis Gastineau      | SE        |                                          |
| 1965       | 1989       | Constant Sinan       | SE        | Agriculteur                              |
| 1989       | mars 2008  | Joseph Rocher        |           | Agriculteur, retraité                    |
| mars 2008  | avril 2014 | Hervé Cornée         | SE        | Agent d'entretien                        |
| avril 2014 | mai 2020   | Céline Hémon         | SE        | Secrétaire de mairie                     |
| mai 2020   | En cours   | Anthony Roullier     | SE        | Consultant en informatique décisionnelle |

## Démographie
L'évolution du nombre d'habitants est connue à travers les recensements de la population effectués dans la commune depuis 1793. Pour les communes de moins de 10 000 habitants, une enquête de recensement portant sur toute la population est réalisée tous les cinq ans, les populations de référence des années intermédiaires étant quant à elles estimées par interpolation ou extrapolation. Pour la commune, le premier recensement exhaustif entrant dans le cadre du nouveau dispositif a été réalisé en 2007.

En 2022, la commune comptait 500 habitants, en évolution de −0,79 % par rapport à 2016 (Mayenne : −0,73 %, France hors Mayotte : +2,11 %).
| 1793 | 1800 | 1806 | 1821 | 1831 | 1836 | 1841 | 1846 | 1851 |
| ---- | ---- | ---- | ---- | ---- | ---- | ---- | ---- | ---- |
| 779  | 662  | 779  | 853  | 780  | 798  | 788  | 807  | 815  |

| 1856 | 1861 | 1866 | 1872 | 1876 | 1881 | 1886 | 1891 | 1896 |
| ---- | ---- | ---- | ---- | ---- | ---- | ---- | ---- | ---- |
| 807  | 784  | 762  | 743  | 741  | 721  | 689  | 709  | 695  |

| 1901 | 1906 | 1911 | 1921 | 1926 | 1931 | 1936 | 1946 | 1954 |
| ---- | ---- | ---- | ---- | ---- | ---- | ---- | ---- | ---- |
| 668  | 672  | 659  | 570  | 586  | 620  | 595  | 611  | 611  |

| 1962 | 1968 | 1975 | 1982 | 1990 | 1999 | 2006 | 2007 | 2012 |
| ---- | ---- | ---- | ---- | ---- | ---- | ---- | ---- | ---- |
| 577  | 533  | 473  | 440  | 380  | 401  | 496  | 510  | 488  |

| 2017 | 2022 | - | - | - | - | - | - | - |
| ---- | ---- | - | - | - | - | - | - | - |
| 519  | 500  | - | - | - | - | - | - | - |

## Lieux et monuments
- L'intersection du 48e parallèle nord et du 1er méridien à l'ouest de Greenwich se trouve sur le territoire de la commune (voir aussi le Degree Confluence Project).
- Château de la Villaudray.
- Château de l'Angellerie.
- Ancien château de la Guéhardière.
- Château de Beaulieu